# Iastrubîha, Nemîriv
Iastrubîha (în ucraineană Яструбиха) este un sat în comuna Marksove din raionul Nemîriv, regiunea Vinnița, Ucraina.

## Demografie
Componența lingvistică a localității Iastrubîha
     Ucraineană (100%)
Conform recensământului din 2001, toată populația localității Iastrubîha era vorbitoare de ucraineană (100%).